# Drummondville
Drummondville (/dʁɔmɔndvil/) ist eine Stadt im Süden der kanadischen Provinz Québec. Sie liegt in der Verwaltungsregion Centre-du-Québec, rund 105 km nordöstlich von Montreal und 150 km südwestlich der Provinzhauptstadt Québec. Drummondville ist Verwaltungssitz von Centre-du-Québec und der regionalen Grafschaftsgemeinde (municipalité régionale du comté) Drummond, hat eine Fläche von 247,15 km² und zählt 75.423 Einwohner (Stand: 2016).

## Geographie
Drummondville liegt am Rivière Saint-François, einem Nebenfluss des Sankt-Lorenz-Stroms. Das überbaute Gebiet erstreckt sich dabei zum größten Teil entlang dem linken Flussufer. Der Fluss wird von zwei Wasserkraftwerken gestaut; an der östlichen Stadtgrenze weist er eine Flussschleife die Form eines Entenkopfs auf, die dementsprechend als le Bec du Canard bezeichnet wird. Gegenüber dem Stadtzentrum, am linken Flussufer, liegt die Siedlung Saint-Charles-de-Drummond. Acht Kilometer südöstlich des Stadtzentrums befindet sich die Kleinstadt Saint-Nicéphore, zwölf Kilometer nordwestlich das Dorf Saint-Joachim-de-Courval. Das Gelände ist überwiegend flach und bewaldet.
Nachbargemeinden sind Saint-Zéphirin-de-Courval und Sainte-Brigitte-des-Saults im Norden, Saint-Cyrille-de-Wendover im Nordosten, Saint-Lucien im Osten, L’Avenir im Südosten, Lefebvre und Wickham im Süden, Saint-Germain-de-Grantham und Saint-Majorique-de-Grantham im Westen sowie Saint-Bonaventure und Saint-Elphège im Nordwesten.

## Geschichte

Stadtwappen

Im Juni 1815 erfolgte die Gründung Drummondvilles durch den britischen Offizier George Heriot. Seine Absicht war es, am Ufer des Rivière Saint-François demobilisierte Soldaten des Britisch-Amerikanischen Krieges anzusiedeln. Diese sollten einen wichtigen Zugang ins Zentrum Québecs bewachen und eine mögliche Invasion durch die Vereinigten Staaten verhindern. Benannt ist die Stadt nach Gordon Drummond, dem damals amtierenden Vizegouverneur. Viele dieser Soldaten verließen die Gegend jedoch nach kurzer Zeit, weshalb die Regierung an ihrer Stelle Frankokanadier ansiedelte.
Aufgrund der relativen Abgeschiedenheit entwickelte sich Drummondville im 19. Jahrhundert zunächst nur langsam. Die Zivilgemeinde wurde 1875 gegründet und erhielt 1888 den Stadtstatus. Die Inbetriebnahme des Wasserkraftwerks Hemmings Falls im Jahr 1920 führte zu einem markanten Aufschwung und Drummondville entwickelte sich zu einem bedeutenden Industriestandort. Im Dezember 1919 nahm Marconi Company in Drummondville zu Versuchszwecken den Hörfunksender XWA in Betrieb, einen der ersten Kanadas. Mehrere Gemeinden fusionierten mit der rasch wachsenden Stadt: Saint-Joseph und Saint-Jean-Baptiste (1955), Drummondville-Ouest (1966), Drummondville-Sud (1982) und Grantham (1993). Im Jahr 2004 wurden die Nachbarstadt Saint-Nicéphore sowie Saint-Charles-de-Drummond und Saint-Joachim-de-Courval eingemeindet.

## Bevölkerung
Gemäß der Volkszählung 2011 zählte Drummondville 71.852 Einwohner, was einer Bevölkerungsdichte von 291,1 Einw./km² entspricht. 96,0 % der Bevölkerung gaben Französisch als Hauptsprache an, der Anteil des Englischen betrug 1,1 %. Als zweisprachig (Französisch und Englisch) bezeichneten sich 0,4 %, auf andere Sprachen und Mehrfachantworten entfielen 2,5 %. Ausschließlich Französisch sprachen 72,7 %. Im Jahr 2001 waren 93,8 % der Bevölkerung römisch-katholisch, 1,6 % protestantisch und 3,8 % konfessionslos.

## Verkehr und Wirtschaft
Drummondville wird hauptsächlich durch die Autoroute 20 erschlossen, der Autobahn zwischen den Metropolen Montreal und Québec. Am südlichen Stadtrand zweigt die Autoroute 55 in Richtung Sherbrooke ab. Im Stadtzentrum kreuzen sich zwei Hauptstraßen von überregionaler Bedeutung, die Route 122 und die Route 143. Drummondville liegt an der Haupteisenbahnstrecke zwischen Montreal und Québec; am Bahnhof halten fünfmal täglich VIA-Rail-Schnellzüge zwischen den beiden Städten, hinzu kommen dreimal wöchentlich Züge von/nach Halifax und Gaspé. Nördlich des Stadtteils Saint-Nicéphore befindet sich ein regionaler Flughafen; er besitzt eine Start- und Landebahn mit einer Länge von 1219 Metern und dient der allgemeinen Luftfahrt sowie der Geschäftsfliegerei. Es gibt ein Stadtbusnetz mit fünf Linien, außerdem wird die Stadt von mehreren Fernbuslinien angefahren.
In Drummondville gibt es ein Einkaufszentrum mit über 100 Läden. Die deutsche Felix Schoeller Gruppe betreibt eine Papierfabrik, Girardin Minibus ist der einzige kanadische Hersteller von Schulbussen. Von einiger Bedeutung ist auch der Tourismus: Jeweils im Juli findet das Volkstanzfestival Mondial des Cultures statt, das Freilichtmuseum Village québécois d'antan präsentiert das ländliche Leben im 19. Jahrhundert.

## Sport
Bekannteste Sportmannschaft der Stadt ist das Eishockeyteam Voltigeurs de Drummondville in der Ligue de hockey junior majeur du Québec. Die Heimspiele werden im Centre Marcel Dionne mit 4000 Plätzen ausgetragen.

## Städtepartnerschaften

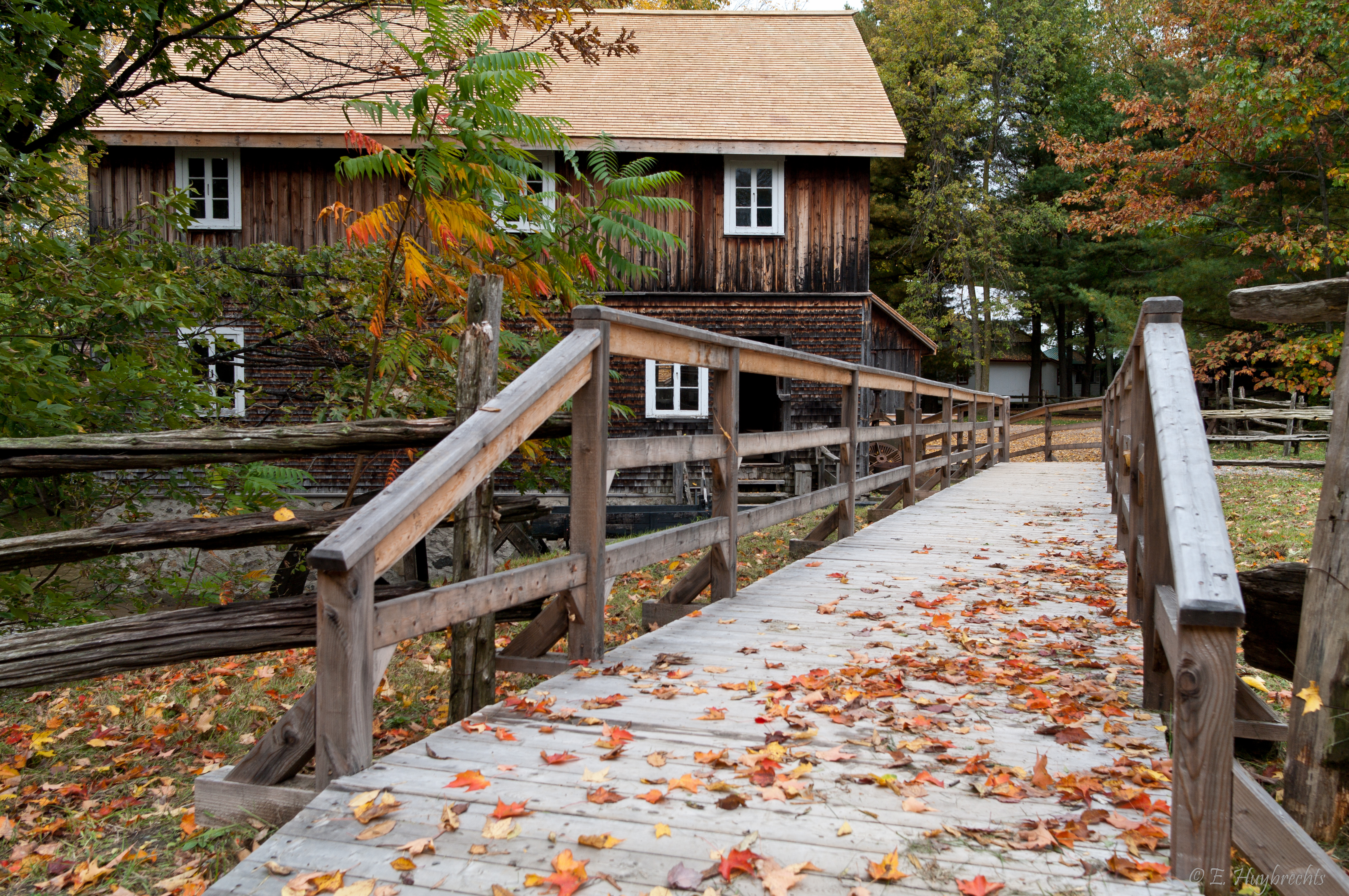
Freilichtmuseum

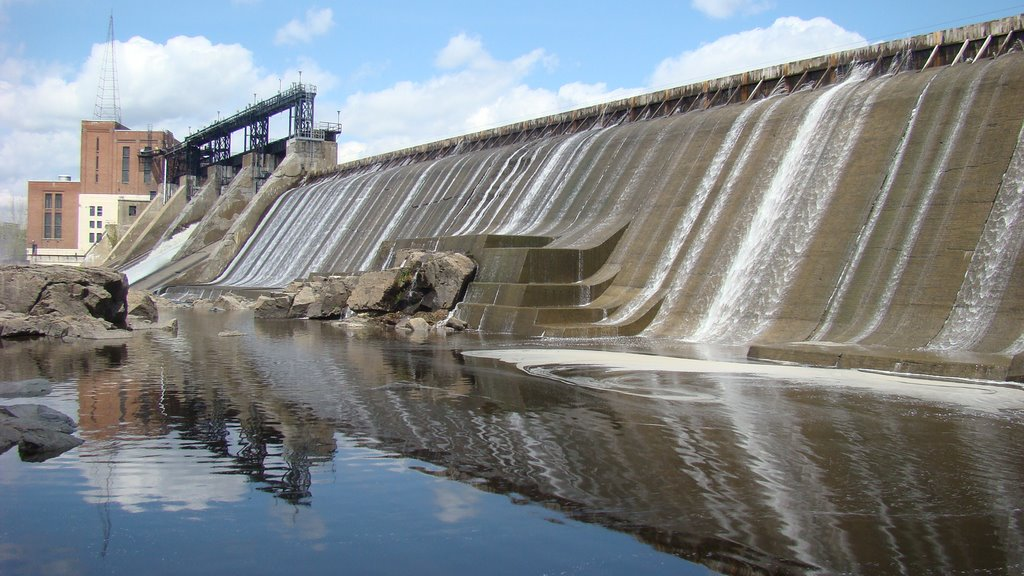
Wasserkraftwerk

Partnerstädte sind La Roche-sur-Yon in Frankreich und Braine-l’Alleud in Belgien.

## Persönlichkeiten
- Jean-Marie Benoît (1954–2009), Gitarrist und Filmkomponist
- André Blais (* 1947), Politikwissenschaftler
- Yves-François Blanchet (* 1965), Politiker
- Donald A. Carson (* 1946), evangelisch-reformierter Theologe
- Sébastien Charpentier (* 1977), Eishockeyspieler
- Yvan Cournoyer (* 1943), Eishockeyspieler
- Michel Cusson (* 1957), Komponist
- Gilbert Dionne (* 1970), Eishockeyspieler
- Marcel Dionne (* 1951), Eishockeyspieler
- Nancy Drolet (* 1973), Eishockeyspielerin
- Jessica Dubé (* 1987), Eiskunstläuferin
- Gaston Hains (1921–1986), römisch-katholischer Bischof von Amos
- Alan Haworth (* 1960), Eishockeyspieler
- André Joyal (* 1943), Mathematiker
- Yvon Lambert (* 1950), Eishockeyspieler und -trainer
- Danick Martel (* 1994), Eishockeyspieler
- Georges Mercure (1905–1993), Benediktinermönch, Chorleiter, Organist und Komponist
- Éric Messier (* 1973), Eishockeyspieler
- Lester Patrick (1883–1960), Eishockeyspieler und -trainer
- Jean-Luc Pépin (1924–1995), Politiker
- Mathieu Perreault (* 1988), Eishockeyspieler
- Yvon Pinard (* 1940), Politiker
- Kim Poirier (* 1980), Schauspielerin, Sängerin und Fernsehmoderatorin
- Cédric Toussaint (* 2001), haitianisch-kanadischer Fußballspieler
- Karine Vanasse (* 1983), Schauspielerin